# 萊茲河 (阿杜爾河支流)
43°41′12″N 0°14′39″W / 43.68667°N 0.24417°W
萊茲河是法國的河流，位於該國西南部，屬於阿杜爾河的左支流，河道全長56公里，流經南部-庇里牛斯和亞奎丹，河口處在巴爾瑟隆迪熱爾。

## 外部連結
- http://www.geoportail.fr （页面存档备份，存于）
- The Léez at the Sandre database